# Pascal Jules

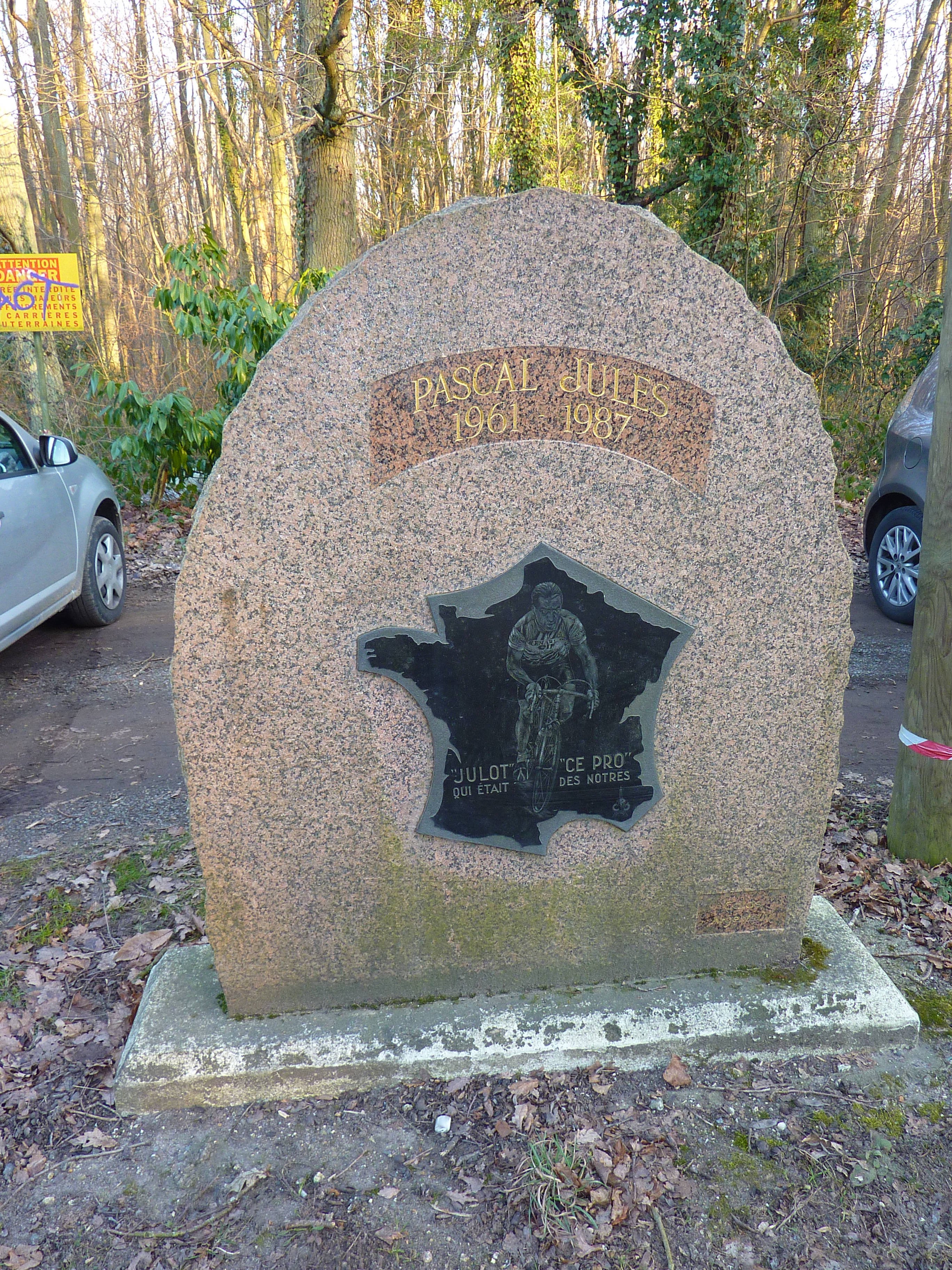
Gedenkstein für Pascal Jules

Pascal Michel Julien Jules (* 22. Juli 1961 in La Garenne-Colombes; † 25. Oktober 1987 in Folleville (Eure)) war ein französischer Radrennfahrer.

## Sportliche Laufbahn
Jules war im Straßenradsport und im Bahnradsport aktiv. Als Amateur gewann er 1981 das französische Eintagesrennen Grand Prix du Printemps vor John Herety. In der Tour de la Manche 1980 war er Zweiter geworden.
1982 wurde er Berufsfahrer im Radsportteam Peugeot und blieb bis 1987 als Radprofi aktiv. In seiner ersten Saison als Profi 1982 gewann Jules Etappen im Critérium du Dauphiné Libéré, im Étoile des Espoirs, in der Tour de l’Avenir und den Prolog der Luxemburg-Rundfahrt. 1983 entschied er das Etappenrennen Tour de l’Oise (mit dem Prologerfolg) für sich. Auch das Rennen Circuit Cycliste Sarthe (mit einem Etappensieg) und eine Etappe in der Tour d’Armorique konnte er gewinnen.
1984 hatte Jules seinen bedeutendsten Erfolg als Radprofi mit dem Gewinn der 8. Etappe der Tour de France. Dazu kam ein Etappensieg in der Mittelmeer-Rundfahrt und weitere Siege in Kriterien und Rundstreckenrennen. Er siegte in jener Saison bei der letzten Austragung des Grand Prix de Saint-Raphaël. 1985 gewann er den Circuit Cycliste Sarthe vor Ronan Pensec, 1986 eine Etappe der Tour de l’Avenir und 1987 eine Etappe der Ruta del Sol.
Zweite Plätze holte Jules im Rennen Paris–Brüssel 1982 hinter dem Sieger Jacques Hanegraaf, in der Piemont-Rundfahrt 1982 hinter Faustino Rupérez, in der Lombardei-Rundfahrt 1982 hinter Giuseppe Saronni. Dritter wurde er 1983 im Rennen Lüttich–Bastogne–Lüttich, in der nationalen Straßenmeisterschaft 1984, in der Tour de l’Oise 1985.
Jules bestritt alle Grand Tours. Viermal fuhr er die Tour de France. 1983 wurde Jules 61., 1984 21. und 1987 114. der Gesamtwertung. 1986 war er ausgeschieden. Im Giro d’Italia kam er 1985 auf den 87. Platz, in der Vuelta a España 1986 wurde er 77.
Im Bahnradsport wurde er 1982 Vize-Meister im Punktefahren und Dritter in der Einerverfolgung bei den nationalen Meisterschaften. Er starb 1987 bei einem Verkehrsunfall.

## Familiäres
Sein Sohn Justin Jules wurde ebenfalls Radrennfahrer.